# Gero (Giappone)
Gero è una città giapponese della prefettura di Gifu.